# ایالت دلتا
ایالت دلتا (به لاتین: Delta State) یک ایالت در نیجریه است که در جنوب واقع شده‌است.

## خصوصیات
ایالت دلتا ۱۷٬۶۹۸ کیلومترمربع مساحت و ۲٬۵۷۰٬۱۸۱ نفر جمعیت دارد.